# Ba U
Ba U (ur. 26 maja 1887 w Basejnie, zm. 9 listopada 1963 w Rangunie) – birmański polityk i prawnik, drugi prezydent Birmy (obecnie Mjanma) od 13 marca 1952 do 12 marca 1957.  

## Życiorys
W roku 1908 wstąpił na studia do Trinity Hall na Uniwersytecie Cambridge . Członek Antyfaszystowskiej Ligi Wolności Ludu (ang. Anti-Fascist People's Freedom League). 
Pracował jako sędzia podczas brytyjskich, japońskich i birmańskich rządów. Przewodniczący Sądu Najwyższego Birmy w latach 1948–1952.   
Napisał autobiografię pod tytułem: Ba, My Burma: The Autobiography of a President .